# Nephrolepis cultrifolia
Nephrolepis cultrifolia là một loài dương xỉ trong họ Nephrolepidaceae. Loài này được C.Presl mô tả khoa học đầu tiên năm 1849.
Danh pháp khoa học của loài này chưa được làm sáng tỏ. 